# Wilmington (Delaware)
Wilmington je město ve Spojených státech amerických, v severní části státu Delaware. Leží v okrese New Castle, má rozlohu 44,0 km² (z toho 16,0 km² je voda) a v roce 2010 zde žilo 70 851 obyvatel. Je to nejlidnatější město v Delaware a je součástí metropolitní oblasti Delaware Valley (aglomerace Filadelfie).
Rozkládá se na soutoku řeky Christina river a říčky Brandywine blízko ústí řeky Delaware River do zálivu Delaware Bay. Leží jihozápadně od Filadelfie.
První kolonie na místě dnešního města byla založena Švédy v roce 1638. V roce 1655 kolonie přešla do vlastnictví Holanďanů a v roce 1664 Britů. V roce 1739 byl změněn název z Willington (podle prvního britského osadníka Thomase Willing) na Wilmington (na počest Spencera Comptona, hraběte z Wilmingtonu).
Z několika institucí, které sídlí ve městě, jsou to např. Rockwood Museum, Grand Opera House, Old Brandywine Academy, Delaware College of Art and Design, University of Delaware a jiné. V severní části města se rozprostírá několik parků a také malá zoologická zahrada Brandywine Zoo. Jihozápadně od města se nachází lokální letiště New Castle County Airport.